# Jezioro Goleczewskie
Jezioro Goleczewskie (inaczej Gołęszewo) – jezioro morenowe w woj. wielkopolskim, w powiecie międzychodzkim, w gminie Sieraków, w centrum wsi Lutom, leżące na terenie Pojezierza Poznańskiego.

## Dane morfometryczne
Powierzchnia zwierciadła wody według różnych źródeł wynosi od 6,82 ha przez 7,3 ha do 7,5 ha.
Średnia głębokość jeziora wynosi 3,2 m, natomiast głębokość maksymalna 5,2 m.

## Hydronimia
Według urzędowego spisu opracowanego przez Komisję Nazw Miejscowości i Obiektów Fizjograficznych (KNMiOF) nazwa tego jeziora to Jezioro Goleczewskie. W różnych publikacjach i na mapach topograficznych jezioro to występuje pod nazwą Golęczewskie, bądź Gołęszewo.